# Barbus neumayeri
Barbus neumayeri és una espècie de peix cipriniforme de la família dels ciprínids.

## Morfologia
Els mascles poden assolir els 11,8 cm de longitud total.

## Distribució geogràfica
Es troba als llacs Tanganyika, Victòria i Basuto, i al riu Semliki (Àfrica).